# Episparis sylvani
Episparis sylvani är en fjärilsart som beskrevs av Pierre Joseph Pelletier 1982. Episparis sylvani ingår i släktet Episparis och familjen nattflyn. Inga underarter finns listade i Catalogue of Life.